# Sumaira Zahoor
Sumaira Zahoor (ur. 15 sierpnia 1979) – pakistańska lekkoatletka specjalizująca się w biegach średnio i długodystansowych.

## Kariera
Mistrzyni i rekordzistka Pakistanu. W 2004 reprezentowała swój kraj na igrzyskach olimpijskich w Atenach, zajęła 15. miejsce w swoim biegu eliminacyjnym na 1500 metrów (z czasem 4:49,33) i odpadła z rywalizacji. Medalistka regionalnych imprez lekkoatletycznych (igrzyska południowej Azji, islamskie igrzyska kobiet). W 2010 przyłapano ją na stosowaniu niedozwolonych środków dopingowych i nałożono karę dwuletniej dyskwalifikacji.

## Rekordy życiowe
- bieg na 1500 metrów – 4:31,41 (2004) rekord Pakistanu
- bieg na 1500 metrów (hala) – 4:43,54 (2005) rekord Pakistanu
- bieg na 5000 metrów – 19:18,6 (2003) były rekord Pakistanu

Zahoor jest także rekordzistką kraju w sztafecie 4 × 400 metrów na stadionie (3:44,81 w 2006) oraz w hali (3:51,88 w 2005).